# Adiantum feei
Adiantum feei är en kantbräkenväxtart som beskrevs av Moore. Adiantum feei ingår i släktet Adiantum och familjen Pteridaceae. Inga underarter finns listade.